# Neobisium pyrenaicum
Neobisium pyrenaicum es una especie de arácnido del orden Pseudoscorpionida de la familia Neobisiidae.

## Distribución geográfica
Se encuentra en Francia.